# Hoya microstemma
Hoya microstemma är en oleanderväxtart som beskrevs av Rudolf Schlechter. Hoya microstemma ingår i släktet Hoya och familjen oleanderväxter. Inga underarter finns listade i Catalogue of Life.